# Curva de Lorenz

Demonstração da Curva de Lorenz

A Curva de Lorenz é um gráfico utilizado para representar a distribuição relativa de uma variável em um domínio determinado. O domínio pode ser o conjunto de pessoas de uma região ou país, por exemplo. A variável cuja distribuição se estuda pode ser a renda das pessoas. A curva é traçada considerando-se a percentagem acumulada de pessoas no eixo das abscissas e a percentagem acumulada de renda no eixo das ordenadas.
Esta curva foi desenvolvida pelo economista americano Max O. Lorenz em 1905 para representar a distribuição de renda.
Cada ponto da curva é lido como percentagem cumulativa das pessoas. A curva parte da origem (0,0) e termina no ponto (100,100). Se a renda estivesse distribuída de forma perfeitamente equitativa, a curva coincidiria com a linha de 45 graus que passa pela origem (por exemplo, 30% da população recebe 30% da renda). Se existisse desigualdade perfeita, ou seja, se uma pessoa detivesse toda a renda, a curva coincidiria com o eixo das abscissas até ao ponto (100,00), donde iria até o ponto (100,100). Em geral, a curva se encontra numa situação intermediária entre esses dois extremos. Se uma curva de Lorenz se sobrepõe a outra (e, por conseguinte, mais próxima da linha de 45 graus), pode-se dizer que a primeira exibe menor desigualdade que a segunda. Esta comparação gráfica entre distribuições de domínios geográficos distintos  ou temporais é o principal emprego das curvas de Lorenz.